# Забытые храмы Свердловской области
«Забытые храмы Свердловской области» — искусствоведческий фотоальбом православных храмов Свердловской области в разной степени разрушения, созданный искусствоведом Надеждой Николаевной Бурлаковой и опубликованный в 2011 году. Книга одновременно показывает и эстетику разрушения зданий, и вызывает чувства необходимости остановить процесс разрушения, демонстрирует оставшуюся красоту храмов и призывает к их восстановлению.

## История создания
Бывшая студентка факультета искусствоведения и культурологии УрГУ Надежда Николаевна Бурлакова в 1990-х годах посетила ряд заброшенных храмов Свердловской области, которые незадолго до этого были переданы в РПЦ. Начался процесс их восстановления, объекты освобождались от хозяйственной деятельности, вычищались, убиралась грязь. Казалось, что храмы получат второе дыхание. Но уже через 10 лет, когда в рамках увлечения фотографией Надежда снова побывала у этих храмов, оказалось, что изменения есть — но в большинстве случаев не в лучшую сторону. Ряд храмов были восстановлены, но с утратой исторического облика (новоделы строились из новых материалов, создавались быстро и без привлечения реставраторов, отбивались оригинальные фрески, а на их место наносились новые, сносились стены из оригинального кирпича 19 века). Ряд храмов после вычищения потеряли естественную консервацию (землю, впитывающую влагу; слой штукатурки, защищающий фрески) и подверглись ускоренному разрушению и дополнительному вандализму. Понимание того, что восстановление среднего храма XVIII века с услугами реставраторов требует 15—20 млн рублей, является непосильной ношей для сельского прихода, который уменьшается из года в год, так и для государственного бюджета (или РПЦ) привело к мысли, что необходимо зафиксировать то, что мы имеем. Цель книги автор видит в фотофиксации уходящей истории, особенности региональной архитектуры и иконографии.

### Забытые храмы Урала
Проект занял у автора в общей сложности более трёх лет и привлек внимание более 2000 волонтёров — участников группы «Забытые храмы Урала» ВКонтакте, в самом издании книги участвовало более 30 человек, 55 объектов было снято автором, фотографии 37 объектов были присланы волонтёрами, авторская группа объехала 207 деревень, общая протяженность маршрута составила более 13 000 км. Проект фотоальбома был частично профинансирован министерством культуры и туризма Свердловской области, которое выкупило треть тиража.
Проект «Забытые храмы Урала», в свою очередь, существует с мая 2009 года, он был создан по инициативе студента Гуманитарного университета Александра Зиновьева как его дипломная работа. В настоящее время проект реализуется совместно со Свердловским областным отделением всероссийской общественной организации «Союз добровольцев России» в рамках всероссийского общественно-просветительского проекта «Азбука Памяти».
В октябре 2022 года коллектив авторов книги представил документальный фильм «Забытая история: храмы Урала», снятый при поддержке Президентского фонда культурных инициатив.

## Информация о книге
Искусствоведческий фотоальбом, посвященный храмам Свердловской области, находящихся в разной степени разрушения, показывает эстетику разрушения великолепных памятников архитектуры и монументальной живописи XVIII—XIX веков в настоящем. Автор книги намеренно отказывается от подробных указаний каких-либо исторических данных об объектах, впрочем, имеющиеся данные тоже весьма скудны, а по некоторым храмам совсем отсутствуют.
Книга, впервые опубликованная в 2012 году, вызвала общественный резонанс и по сей день остаётся актуальной.
Благодаря этой книге можно составить маршруты выходного дня, полюбоваться красотами монументального искусства XIX века, не покидая границы области, в пределах 1,5 часов езды на машине ознакомиться и постичь, как богат и красив наш родной край.

## Содержание первого издания
Алапаевский район
1. Петро-Павловская церковь, Болотовское
2. Успенская церковь, Верхняя Синячиха
3. Вознесенская церковь, Голубковское
4. Константино-Еленинская церковь, Гостьково
5. Александро-Невская церковь, Деево
6. Безымянная церковь, Ключи
7. Рождество-Богородицкая церковь, Кокшарова
8. Рождество-Богородицкая церковь, Комарово
9. Вознесенская церковь, Коптелово
10. Безымянная церковь, Перевалова
11. Николаевская церковь, Рычково
12. Безымянная церковь, Толстова
13. Николаевская церковь, Ялунинское
14. Петро-Павловская церковь, Ярославское
Артёмовский район
15. Свято-Троицкая церковь, Антоново
16. Георгиевская церковь, Мироново
17. Петро-Павловская церковь, Мостовское
18. Вознесенская церковь, Родники
19. Николаевская церковь, Шогринское
Байкаловский район
20. Свято-Троицкая церковь, Боровикова
21. Спасская церковь, Городище
22. Преображенская церковь, Гуляева
23. Скорбященская церковь, Макушина
Белоярский район
24. Георгиевская церковь, Камышево
25. Свято-Троицкая церковь, Некрасово
Богдановичский район
26. Тихвинская церковь, Волковское
27. Николаевская церковь, Каменноозерское
28. Христорождественская церковь, Кулики
29. Михаило-Архангельская церковь, Суворы
Верхотурский район
30. Воскресенская церковь, Верхотурье
31. Знаменская церковь, Верхотурье
32. Иоанна-Предтеченская церковь, Верхотурье
33. Покровская церковь, Верхотурье
34. Христорождественская церковь, Дерябино
35. Николаевская церковь, Пия
36. Сретенская церковь (Прокопьевская Салда)
Ирбитский район
37. Иоанно-Предтеченская церковь, Анохинское
38. Безымянная церковь, Боровая
39. Знаменская церковь, Березовка
40. Безымянная часовня, Буланово
41. Вознесенская церковь, Волково
42. Петро-Павловская церковь, Гуни
43. Сретенская церковь, Ирбит
44. Введенская церковь, Килачевское
45. Михаило-Архангельская церковь, Крутихинское
46. Николаевская церковь, Пьянково
47. Свято-Троицкая церковь, Стриганское
48. Свято-Троицкая церковь, Харловское
49. Покровская церковь, Чащина
50. Николаевская церковь, Чернорицкое
51. Безымянная часовня, Фомина
52. Часовня Николая Чудотворца, Чубаровское
Каменский район
53. Преображенская церковь, Большая Грязнуха
54. Николаевская церковь, Исетское
55. Преображенская церковь, Окулово
56. Христорождественская церковь, Потаскуева
57. Александро-Невская церковь, Походилова
58. Тихвинская церковь, Рыбниковское
59. Пророко-Илиинская церковь, Смолинское
60. Введенская церковь, Травянское
61. Свято-Троицкая церковь, Троицкое
62. Николаевская церковь, Щербаково
Камышловский район
63. Боголюбская церковь, Галкинское
64. Свято-Троицкая церковь, Захаровское
65. Богоявленская церковь, Кочневское
66. Николаевская церковь, Куровское
67. Сретенская церковь, Никольское
68. Николаевская церковь, Скатинское
69. Знаменская церковь, Шилкинское
город областного подчинения Кушва
70. Иоанно-Зачатиевская церковь, Верхняя Баранча
Невьянский район
71. Сретенская церковь, Киприно
72. Георгиевская церковь, Конёво
город областного подчинения Нижняя Салда
73. Николаевская церковь, Нижняя Салда
Нижнесергинский район
74. Николаевская церковь, Кленовское
75. Крестовоздвиженская церковь, Нижние Серги
Пригородный район
76. Иоанно-Предтеченская церковь, Башкарка
77. Церковь Параскевы Пятницы, Кайгородское
78. Вознесенская церковь, Новопаньшино
Пышминский район
79. Введенская церковь, Красноярское
80. Богоявленская церковь, Пышма
81. Пророко-Илиинская церковь, Талица
82. Иоанно-Предтеченская церковь, Четкарино
Режевский район
83. Флоро-Лаврская церковь, Клевакинское
84. Крестовоздвиженская церковь, Ленёвское
85. Покровская церковь, Першино
Слободо-Туринский район
86. Крестовоздвиженская церковь, Куминовское
87. Безымянная церковь, Рассвет
Сухоложский район
88. Свято-Троицкая церковь, Курьи
89. Михаило-Архангельская церковь, Новопышминское
90. Христорождественская церковь, Светлое
91. Дмитриевская церковь, Таушканское
92. Вознесенская церковь, Филатовское

## Содержание второго издания
Во втором издании планируется показать величественность данных религиозных сооружений с помощью чертежей храмов, привести ряд собранных исторических данных, дополнить новыми объектами, сравнить фотографии какие церкви были до революции, какие при первом издании и какими стали сейчас.
Группой волонтеров «Забытые храмы Урала» подготовлен обновленный список «забытых» храмов Свердловской области для второго издания.
К концу 2021 года новая книга была подготовлена, но для её издания был объявлен дополнительный сбор средств. Книга получила название «Утраченные храмы Свердловской области».